# بری روثبارت
بری روثبارت (به انگلیسی: Barry Rothbart) (زاده ۲۵ می ۱۹۸۳) کمدین، بازیگر، نویسنده آمریکایی است.
از فیلم‌های معروف او می‌توان به بازی در فیلم گرگ وال استریت اشاره کرد.